# The Blacklist: Are You on the Blacklist?
 The Blacklist: Are You on the Blacklist? est un épisode interactif de la série télévisée The Blacklist, diffusée en septembre 2013. Il est nommé à l'International Digital Emmy Awards du meilleur programme de fiction. Megan Boone (Elizabeth Keen), Harry Lennix (Harold Cooper) et James Spader (Raymond 'Red' Reddington) font partie de la distribution.